# سالنامه کلیسایی

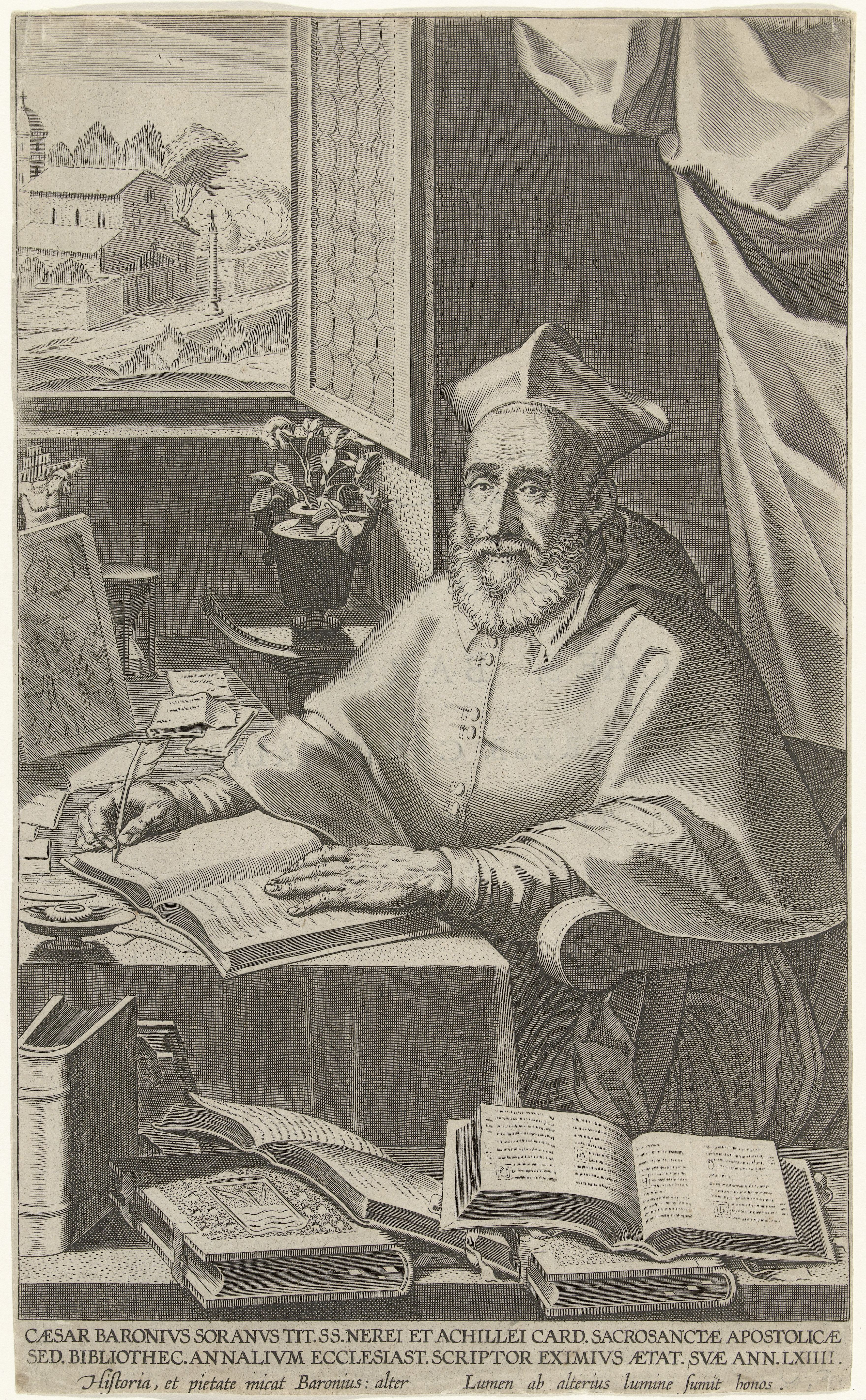
نویسنده سزار بارونیوس، حکاکی قرن هفدهم توسط فیلیپ گال.

سالنامه کلیسایی (انگلیسی: Annales Ecclesiastici) کتاب تاریخ از ولادت عیسی تا ۱۱۹۸ میلادی، مشتمل بر دوازده جلد (فولیو)، شامل ۱۲ قرن اول کلیسای مسیحی، نوشته شده توسط سزار بارونیوس و اودوریکو راینالدی بود.